# Ovide Yencesse
Ovide Yencesse (ur. 1869 w Dijon, zm. 1947 tamże) – francuski rzeźbiarz i medalier. 
Rodzice pragnęli aby został księdzem, więc oddali go do szkoły przy seminarium Plombières-les-Dijon. Gdy miał dziesięć lat ojciec Braun i ksiądz Viennot zauważyli, że Ovide przejawia talent plastyczny i posłali go do nauki do L'école des Beaux-Arts w Dijon, gdzie uczył się jubilerstwa i złotnictwa. W tym okresie za sprawą Henriego Boucharda zainteresował się rzeźbą, w 1891 przeniósł się do Paryża, gdzie kontynuował naukę u G.-J. Thomas, Ferdinanda Levillaina oraz Huberta Ponscarme'a. Dzięki ich wskazówkom postanowił skupić się na medalierstwie, dwukrotnie brał udział w wystawach medalierskich w Rzymie, w 1893 i 1896, ale bez powodzenia. Mimo tego został zauważony i wysoko oceniony przez krytyków sztuki m.in. przez Louisa Liarda. Podczas paryskiej Wystawy Powszechnej w 1900 zdobył złoty medal i Legię Honorową. W 1906 powrócił do Dijon i nadal tworzył, ale rozwój rzemiosła artystycznego został w tym czasie zahamowany. Uczestniczył w Wystawie Sztuki Dekoracyjnej w Mediolanie w 1906 i Wystawie Powszechnej w Brukseli w 1910, ale nie powtórzył wcześniejszego sukcesu. Zachęcony przez Maxa Blondata od 1919 został wykładowcą Ecole des Beaux-Arts w Dijon i wykładał tam do 1934, a następnie powrócił do pracy medaliera. Jednymi z ostatnich dzieł są medaliony pamiątkowe przedstawiające Marię Skłodowską-Curie i François Pompona.